# Shawn Michaels
Michael Shawn Hickenbottom (n. 22 iulie 1965, Chandler, Arizona, SUA) este un legendar wrestler american retras, cunoscut sub numele de Shawn Michaels. A lucrat în World Wrestling Entertainment între ani 1988-2010, pâna la retragerea sa, fiind unul din Hall of Fame-urile intrate în 2011.
Michaels este unul dintre cei mai vechi și cei mai apreciați wrestleri care activează în WWE.
Pe data de 20 mai, el a suferit o gravă accidentare în meciul cu Randy Orton. Pe data de 1 aprilie, a mai avut o șansă la centura WWE, pe care a avut-o de 3 ori. Acesta n-a reușit să îl învingă pe John Cena. El a debutat pe 16 octombrie 1984. Shawn Michaels este un wrestler care îl pune pe primul loc pe Dumnezeu, fiind foarte religios, la fel ca și alți wrestleri, precum micuțul Rey Mysterio.
El face parte din D-Generation X, alături de Triple H.

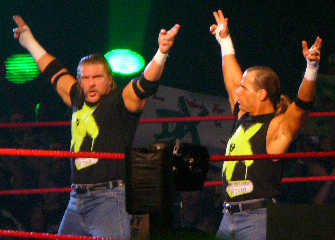
DX

HBK l-a învins pe Bret Hart pe 31-03-96, câștigând primul său titlu mondial WWE la Anaheim, CA.
Apoi, pe 19-01-97, în San Antonio, TX ,învingându-l, astfel, pe Sycho Sid la el acasă.
Ultima dată, a fost pe 09-11-97, în Montreal , reînvingându-l pe Bret Hart.
HBK are în palmares și titlul World Heavyweight, pe care l-a câștigat de la Triple H pe 17-11-02, în New York, N.Y., fiind al doilea deținător al centurii din istorie ...

### 2002
La Raw, în 2002, Shawn Michaels și Triple H se reunesc din nou, dar această reuniune ține doar 5 minute, când Triple H îl trădează pe Shawn Michaels aplicându-i un pedigree.
La Summerslam 2002, Shawn Michaels reușește să îl învingă pe Triple H. Triple H nu știe să piardă și îl lovește pe Shawn cu barosul. 
La Armaggeddon 2002, Shawn Michaels pierde meciul cu Triple H, unde reușește să îl pună pe targă.

### 2003
La Royal Rumble, în anul 2003, Shawn Michaels este primul om care intră în cei de 30 de oameni, dar acesta rezistă doar 2 minute și 30 de secunde, deoarece HBK este scos de Chris Jericho.
La WrestleMania XIX, Shawn Michaels reușește să câștige meciul cu Chris Jericho, unde acesta devine "Mister Wrestlemania".
La Backlash, Shawn Michaels se aliază cu Kevin Nash și cu Booker T și se înfruntă împotriva campionului mondial Triple H, Ric Flair și Chris Jericho, dar Shawn Michales, Booker T și Nash pierd această înfruntare în fața lui HHH, Y2J și Flair, unde Jericho îl lovește sub centură pe Kevin Nash și Triple H îi face pedigree și îl numără până la 3.
La Bad Blood Shawn Michaels începe un feud cu Ric Flair,dar HBK Shawn Michaels pierde meciul în fața lui Ric Flair.
La SummerSlam Shawn Michaels participă într-un meci de tip Camera Eliminărilor din care mai fac parte campionul mondial al greilor Triple H ,Goldberg,Chris Jericho,Randy Orton și Kevin Nash...Shawn Michaels pierde acest meci în care este pus până la 3 de Bill Goldberg și acesta iese din meci și într-un sfârșit îl lovește cu barosul pe Goldberg și îl numără până la 3.
La Unforgiven Shawn Michaels începe un scurt feud cu membrul Evolution Randy Orton care acesta este însoțit de Ric Flair..Shawn Michaels este la un pas sa câștige acest meci unde îi face un Sweet Chin Music lui Randy Orton dar Ric Flair îi pune lui Randy Orton piciorul pe coardă dar arbitrul nu vede,însă Shawn Michaels pierde acest meci unde Ric Flair îi atrage atenția lui Shawn Michaels dar Randy Orton reușește să îl numere până la 3 și HBK pierde această înfruntare.
La Survivor Series Shawn Michaels face parte din echipa lui Stone Cold Steve Austin din această echipă mai fac parte RVD,Booker T,Bubba Ray Dudley și D-Von Dudley și aceștia se înfruntă cu echipa Managerului General din RAW Eric Bischoff din care mai fac parte Scott Steiner,Randy Orton,Christian,Chris Jericho și Mark Henry.În această înfruntare pierde echipa lui Stone Cold Steve Austin și automat pierde și Shawn Michaels se pare că echipa lui Eric Bischoff câștigă această înfruntare nebună.
Următoarea seară la RAW după Survivor Series Shawn Michaels începe un nou conflict cu alt membru Evolution Dave Batista,Shawn Michaels face echipă cu Chris Jericho și se înfruntă cu Batista și Ric Flair(Evolution),în acea seară la RAW Shawn Michaels câștigă acel meci unde colegul lui de echipă Chris Jericho îi face manevra de final a lui HBK sweet chin music dar Jericho pleacă din acea înfruntare și Shawn cade pe Flair și reușește să îl numere până la 3,după 2 minute Batista vine nervos și îl calcă în picioare pe Shawn Michaels unde îl umple de sânge pentru că acești 2 oameni au un meci de jucat la Armaggeddon.
La Armaggeddon Shawn Michaels este față în față cu ,,Animalul,,Batista și acesta este însoțit de colegul său din Evolution Ric Flair,în această înfruntare Shawn Michaels câștigă meciul cu Batista unde îi face un Sweet Chin Music.

### 2004
La Royal Rumble Shawn Michaels pierde din nou meciul în fața lui HHH ca și la short skirt.
```
Shawn reușește a face un egal cu HHH într-un meci last man standing
```

La Wrestlemania 20 Shawn Michaels este implicat într-un TRIPLE THREAT MATCH din care mai fac parte Chris Benoit și campionul mondial Triple H,în acest Main-Event de Wrestlemania Chris Benoit reușește să câștige acest meci unde îl lovește pe Shawn Michaels cu un scaun de metal în cap ,Benoit îl face pe Triple H să cedeze și Chris Benoit devine campion mondial al greilor.
La Backlash este meciul exact ca în Main-Eventul de la Wrestlemania TRIPLE THREAT MATCH dar numai că Benoit este campionul mondial mai fac parte HBK și HHH,în acest Main Event Chris Benoit reușește să rămână campion mondial unde reușește să își păstreze titlul mondial.
La Bad Blood,HBK se bate cu HHH într-un meci hell in a cell unde pierde și intră într-o accidentare.
La Unforgiven Shawn Michaels se înfruntă cu ,,marele monstru roșu,,Kane unde mai este însoțit de Lita ,dar HBK reușește să câștige acest meci cu un Sweet Chin Music.

### 2005
La Royal Rumble Shawn Michaels se înfruntă cu Rated R Superstar Edge unde Shawn Michaels pierde acest meci dupa ce Edge îi aplică 2 sulițe dar la Wrestlemania HBK pierde acest meci în fața lui Kurt Angle.
La Backlash Shawn Michaels face echipă cu Hulk Hogan și îi înving pe Davari și Muhammad Hasan.
În 2005 la Vengeance Shawn Michaels câștigă meciul într-un Iron Man de 30 minute cu Kurt Angle.

### 2006
În 2006 Dx se reunește din nou după 6 ani.Aceștia fac din nou furori cum făceau ei mai demult și devin din nou cea mai iubită echipă din WWE.
Shawn Michaels a suferit această accidentare la Judgment Day 2007 după ce a fost lovit de Randy Orton cu un șut în craniu iar el este accidentat de echipa Dx în 2006.

### 2007
În 2007 Shawn Michaels se întoarce după o accidentare de 6 luni și se înfruntă cu Randy Orton pentru titlu WWE la Survivor Series dar Shawn pierde acest meci.

### 2008
În 2008 la Judgment Day Shawn Michaels începe un nou feud cu Chris Jericho unde Shawn Michaels câștigă meciul cu Chris Jericho.
La Great American Bash Shawn Michaels pierde meciul cu Chris Jericho unde HBK pleacă însângerat și unde nu a mai putut să se ridice de la podea.

### 2009
În 2009,la WrestleMania 25,are un meci fenomenal cu Undertaker,pe care Undertaker l-a câștigat.
DX revine,pentru prima oară campioni unificați la echipe.

### 2010
La Royal Rumble este în meci dar este scos de Batista.
La WrestleMania XXVI Shawn Michaels pierde în fața lui Undertaker prin manevra sa de final. Și astfel Shawn Michaels (HBK) își încheie cariera,dar rămâne în inimile fanilor de Wrestling.
În decembrie wwe scoate un dvd the best wwe/f wrestlers all time unde Shawn Michaels iese pe locul 1.

### 2011
La un Raw Shawn Michaels este primul din 2011 care intră în Hall of Fame,este întrerupt de Alberto Del Rio iar acesta primește direct în plin un Sweet Chin Music.La un Raw HBK Shawn Michales se întoarce în WWE dar Noul Nexus intră în ring iar HBK îi dă lui David Outanga un Sweet Chin Music.

## 2012
HBK apare din nou pentru a se întâlni cu bunul său prieten HHH dar în timpul show-ului se ceartă cu el pentru a-l convinge să accepte revanșa cu Undertaker pentru WM28.Acesta acceptă iar după câteva seri revine și este arbitrul din meciul dintre Undertaker și Triple H.La sfârșitul meciului Undertaker câștigă iar toți cei 3 pleacă deodată.
Shawn Michaels revine alături de Triple H la episodul 1000 al raw-ului ca Dx.

## Titluri și premii în wrestling
- American Wrestling Association

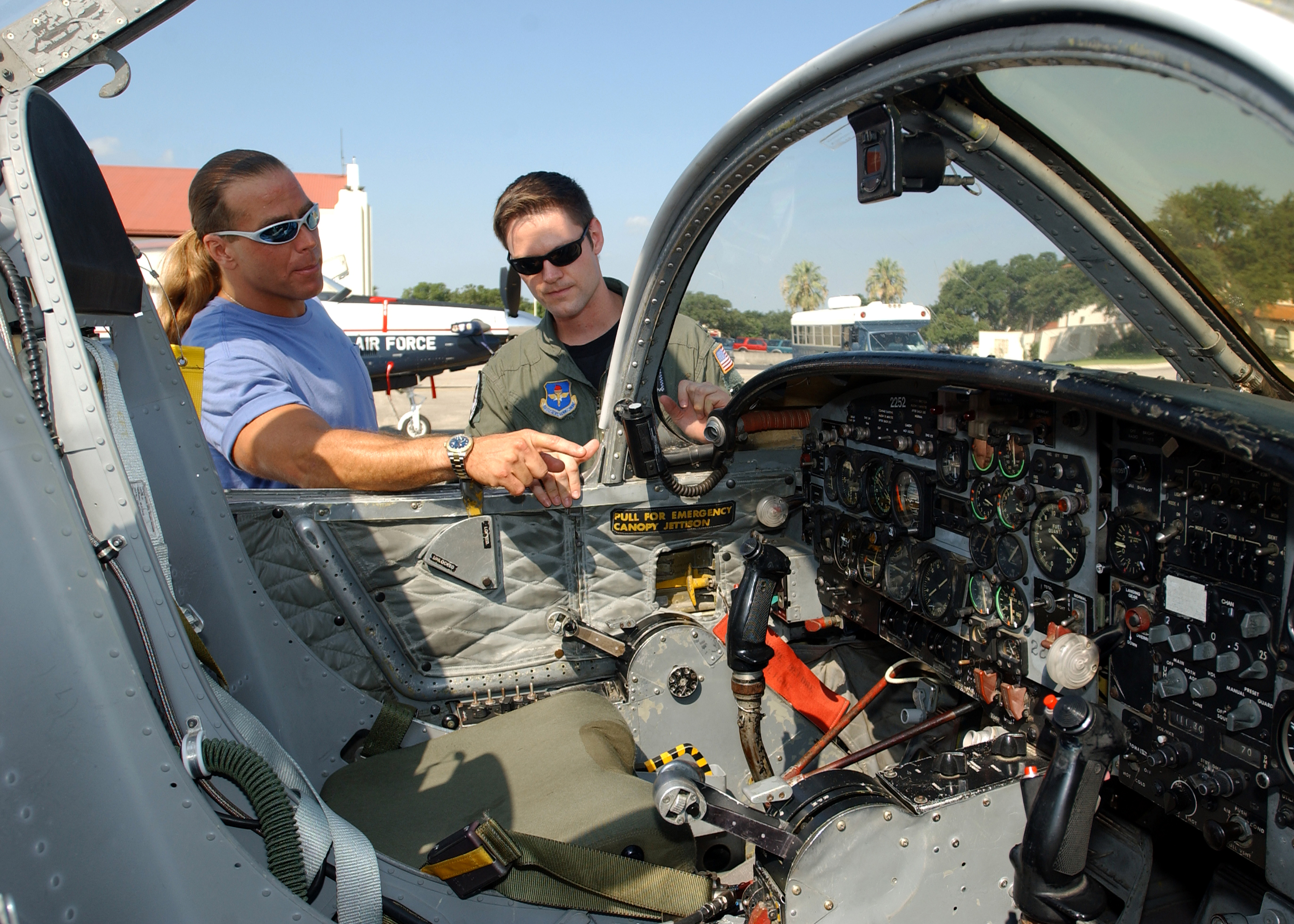
Michaels during the Tribute to the Troops in 2004

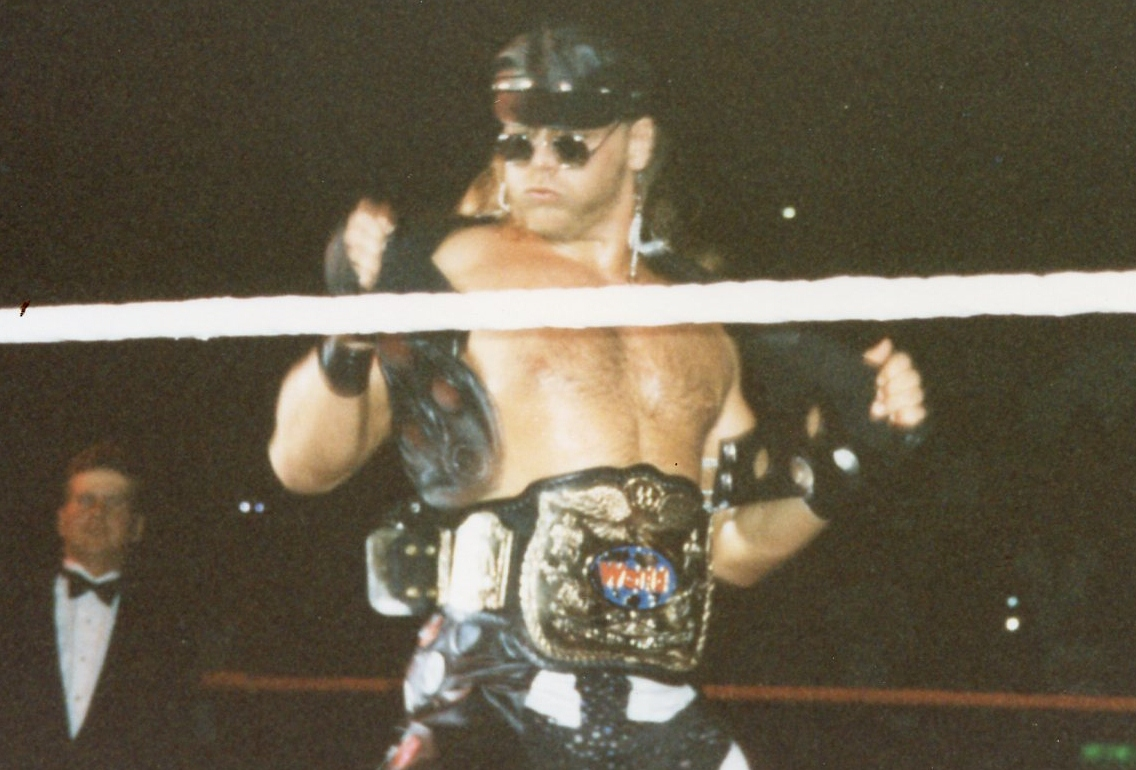
Michaels as WWF Tag Team Champion during his reign with Diesel

  - AWA World Tag Team Championship (2 ori)[1] – cu Marty Jannetty
- Central States Wrestling
  - NWA Central States Tag Team Championship (1 dată)[1] – cu Marty Jannetty
- Continental Wrestling Association
  - AWA Southern Tag Team Championship (2 ori)[2][1] – cu Marty Jannetty
- Pro Wrestling Illustrated
  - Feud of the Decade (2000–2009) vs. Chris Jericho
  - Feud of the Year (2008) vs. Chris Jericho
  - Match of the Decade (2000–2009) vs. Ric Flair la WrestleMania XXIV
  - Match of the Year (1993)[3] vs. Marty Jannetty on Monday Night Raw on May 17
  - Match of the Year (1994)[4] vs. Razor Ramon in a ladder match at WrestleMania X
  - Match of the Year (1995)[5] vs. Diesel la WrestleMania XI
  - Match of the Year (1996)[5] vs. Bret Hart într-un Iron Man match la WrestleMania XII
  - Match of the Year (2004)[3] vs. Chris Benoit and Triple H at WrestleMania XX
  - Match of the Year (2005)[3] vs. Kurt Angle la WrestleMania 21
  - Match of the Year (2006)[3] vs. Vince McMahon într-un No Holds Barred match la WrestleMania 22
  - Match of the Year (2007)[3] vs. John Cena la Raw pe 23 aprilie
  - Match of the Year (2008)[3] vs. Ric Flair at WrestleMania XXIV
  - Match of the Year (2009)[6] vs. The Undertaker la WrestleMania XXV
  - Match of the Year (2010)  vs. The Undertaker într-un career vs. streak match la WrestleMania XXVI
  - Most Inspirational Wrestler of the Decade (2000–2009)
  - Most Inspirational Wrestler of the Year (2010)[7]
  - Most Popular Wrestler of the Year (1995, 1996)[4]
  - Ranked No. 1 of the top 500 singles wrestlers in the PWI 500 in 1996[8]
  - Ranked No. 10 of the top 500 singles wrestlers of the PWI Years in 2003
  - Ranked No. 33 and No. 55 of the top 100 tag teams of the PWI Years with Marty Jannetty and Diesel, respectively, in 2003
- Professional Wrestling Hall of Fame
  - Class of 2017
- Texas All-Star Wrestling
  - TASW Texas Tag Team Championship (2 ori)[1] – cu Paul Diamond
- Texas Wrestling Alliance
  - TWA Heavyweight Championship (1 dată)[2][1]
- World Wrestling Federation/Entertainment/WWE
  - WWF World Heavyweight Championship (3 ori)[1]
  - World Heavyweight Championship (1 dată)[1]
  - WWF Intercontinental Championship (3 ori)[1]
  - WWF European Championship (1 dată)[9]
  - WWE Tag Team Championship (1 dată)[10] – cu Triple H
  - WWF Tag Team/World Tag Team Championship (5 ori)[11] – cu Diesel (2), Stone Cold Steve Austin (1), John Cena (1), Triple H (1)
  - Royal Rumble (1995, 1996)[1]
  - Primul Grand Slam Champion[1]
  - Al patrulea Triple Crown Champion
  - Slammy Awards (15 ori)
  - WWE Hall of Fame (Class of 2011)
- Wrestling Observer Newsletter
  - 5 Star Match (1994) vs. Razor Ramon in a ladder match at WrestleMania X
  - 5 Star Match (1997) vs. The Undertaker in a Hell in a Cell at Badd Blood
  - Best Babyface (1996)[12]
  - Feud of the Year (2004) vs. Chris Benoit and Triple H[12]
  - Feud of the Year (2008) vs. Chris Jericho[12]
  - Match of the Year (1994) vs. Razor Ramon într-un ladder match la WrestleMania X[12]
  - Match of the Year (2008) vs. Chris Jericho într-un ladder match la No Mercy[12]
  - Match of the Year (2009) vs. The Undertaker la WrestleMania XXV[12]
  - Match of the Year (2010) vs. The Undertaker la WrestleMania XXVI[13]
  - Most Charismatic (1995, 1996)[12]
  - Tag Team of the Year (1989) cu Marty Jannetty as The Rockers[12]
  - Worst Feud of the Year (2006) cu Triple H vs. Shane and Vince McMahon[12]
  - Wrestling Observer Newsletter Hall of Fame (Class of 2003)[14]